# Wilhelm Altmann
Wilhelm Altmann (Odolanów, 4 aprile 1862 – Hildesheim, 25 marzo 1951) è stato uno storico e musicologo tedesco.
Wilhelm Altmann e sua moglie Marie nata Louis sono sepolti a Hildesheim, Peiner Straße sul cimitero Nordfriedhof (Zentralfriedhof). La coppia ebbe tre figli: Ulrich (1889-1950), Ursula Ganz (1894-1984) e Berthold (1896-1992).

## Opere principali
- Tonkünstlerlexikon, 121926
- Kammermusikliteratur, 51931